# Pre-editing
Per pre-editing si intende l'operazione di preparazione di un testo per facilitarne una traduzione di qualità più elevata da parte di un programma di traduzione automatica.
Il testo da sottoporre al programma può essere revisionato in modo da “semplificarlo”, conformandolo a uno standard linguistico che può essere elaborato più facilmente dal programma: utilizzando cioè frasi brevi, evitando strutture sintattiche complesse o ambigue, correggendo eventuali errori ortografici o grammaticali, ecc.
Per pre-editing si può tuttavia intendere anche un'attenzione da parte di chi scrive il testo di partenza a “predisporlo” per la traduzione, ad esempio seguendo “linee guida” per redattori di testi tecnici.
Un'operazione analoga utilizzata per facilitare il processo di traduzione automatica è il linguaggio controllato. Si tratta di un linguaggio artificiale il cui scopo è ridurre ambiguità e complessità del linguaggio naturale, semplificandone la grammatica e restringendone il lessico.
Una seconda forma di pre-editing consiste nella previa selezione del tipo di testi da sottoporre al sistema, la cosiddetta restrizione dell'input. Uno tra gli esempi più conosciuti basati sulla restrizione dell'input riguarda il Sistema Météo adottato dal governo canadese, già dalla seconda metà degli anni '70. Si tratta di un sistema di traduzione automatica bilingue francese-inglese utilizzato per la traduzione di testi, i bollettini meteorologici, il cui linguaggio è estremamente formulaico e ripetitivo, costituito da un numero pressoché definito di vocaboli e di costruzioni sintattiche. Il programma è in grado di produrre quasi in tempo reale una traduzione nell'altra lingua vantando una percentuale di accuratezza di oltre il 98%, ma traduce esclusivamente bollettini meteorologici, un linguaggio specifico ben preciso e delimitato, definito una sottolingua. Il passo successivo è stato quello di eliminare la fase di immissione del testo e far elaborare direttamente in due lingue i dati provenienti dalle stazioni meteorologiche.
Il pre-editing viene generalmente svolto quando il testo dev'essere tradotto in tre o più lingue, quando cioè diventa economicamente conveniente dedicare più tempo alla fase di pre-editing rispetto a quella di post-editing.